# アントニオ猪木自身がパチスロ機
アントニオ猪木自身がパチスロ機（―いのきじしんがぱちすろき）は2003年12月、平和およびオリンピアが開発し、平和が発売したアントニオ猪木をモデルとして作られたパチスロ機である。4号機。形式名は『アントニオイノキジシンガパチスロキ』。『アントニオ猪木という名のパチスロ機』の後継機種。

## 概要
基本的には前作『アントニオ猪木という名のパチスロ機』を踏襲している。性能はA-400ATである。つまり一回のビッグボーナスで400枚前後のコインを獲得でき、AT（アシストタイム）に突入することにより、一撃大量のメダル獲得の期待が持てる。

AT機能は『闘魂チャンス』と呼ばれた。また、プレミアム演出である『道』演出が発生すると、出玉大量獲得のチャンスとなっている。道演出には2種類あり、通常の道演出とアントニオ猪木が詩を朗読する『チャンピオンロード』がある。後者はレギュラーボーナス、ビッグボーナス、闘魂チャンスが1G連で発生し、出玉大量獲得チャンスとなる。

検定時期が他のAT機より遅かったことから「現役最後のAT機」と称され、検定切れとなる2006年11月前後（都道府県で異なる）ギリギリまで同機を設置していたホールもあったが、その時を迎えるとともに姿を消してしまった。

## 前作との主な相違点
- ビッグボーナス中のリプレイハズシが逆押しするだけで外れるようになった。
- プロレス演出のライバルが増えるなど、液晶演出面を大幅に強化。前作で『闘魂チャンス』開始時に「1、2、3、（「闘魂チャンス!」）ダァー」となっていた演出も「1、2、3、ダァー」「闘魂チャンス!」と変更されている。

## ペナルティについて
前作「アントニオ猪木という名のパチスロ機」同様に、通常ゲーム時に左以外のリールを最初に止めるのはペナルティの対象となる。（押し順ナビ演出発生時を除く）これを行うと、そこから3ゲームの間に純ハズレ（チャンス目）を引いても闘魂チャンスの抽選が行われず、この3ゲームの間にビッグボーナスを引いた場合、ボーナス終了時に突入する高確率状態への移行が行われなくなる。
さらに、ペナルティ状態時にも変則打ちを続けると「ビッグ/レギュラーボーナス時のJACゲームで一切ナビが表示されなくなる」、「レギュラーボーナスの押し順正解などで闘魂チャンスを獲得しても、無条件に5ゲーム・単発で終了する」といった最悪の事態に陥るので、どんなに持ちコインが苦しいときでも変則打ちは厳禁である。
ちなみに、この台のリーチ目シールにも、「通常ゲーム時は、必ず左リールを最初に止めよう！」という注意書きがなされている。

## ゲーム機
- 『パチスロ闘魂伝承猪木祭～アントニオ猪木という名のパチスロ機～／～アントニオ猪木自身がパチスロ機～』（サクセス、2004年5月、PlayStation 2用ゲームソフト）
- 現在は、オンラインゲームサイト『777town.net』にてプレイが可能である。